# Luis Martins
Luis Martins (Rio de Janeiro 1907 - São Paulo 1981) foi um escritor, jornalista, crítico, memorialista e poeta brasileiro. 

## Carreira
Em 1928, escreveu seu primeiro romance. Mais tarde, publica "Lapa", em 1936, que foi apreendido pela polícia. Este fato influenciou sua mudança para São Paulo, em 1938, assim como sua longa e tumultuada relação amorosa com Tarsila do Amaral. Quando foram apresentados, ele tinha 26 anos, ela 47. Antes de se radicar em SP, Luís Martins estreia como crítico de arte, publicando "A Pintura Moderna no Brasil", em 1937. Em 1941, começa a escrever como crítico de arte para o jornal Diário de S. Paulo. Como crítico, aproximava-se da linhagem de Mario de Andrade, Sergio Milliet, e Geraldo Ferraz. Ganhou o Prêmio Jabuti de 1965 na categoria "Biografia e/ou memórias" com a obra "Noturno da Lapa". Também venceu o mesmo prêmio, na categoria Romance, em 1972, por A Girafa de Vidro. Foi cronista do jornal O Estado de S. Paulo por 36 anos, assinando como L.M. Morreu em um acidente quando viajava de São Paulo ao Rio de Janeiro, em 1981.